# Sitona languidus
Sitona languidus es una especie de escarabajo del género Sitona, familia Curculionidae. Fue descrita científicamente por Leonard Gyllenhaal en 1834.
Se distribuye por Polonia, Alemania, Francia, Ucrania, Austria, Serbia, Eslovaquia, Hungría, Bulgaria, Checa y Rusia. Vive en áreas montañosas, también en bosques, prados, laderas, taludes y pastizales.